# Награда Удружења књижевних преводилаца за животно дело
Награда Удружења књижевних преводилаца за животно дело за 2006. је додељена следећим књижевним преводиоцима:
- Љиљана Црепајац за преводе са грчког, немачког и латинског језика
- Веселин Костић преводилац са и на енглески језик, аутор бројних књига из области шекспирологије